# الشويحى
الشويحي اسم منطقة غرب قضاء بئر السبع جنوب فلسطين قبل النكبة والتهجير وتقع بين وادي الشلالة ووادي الشريعة ووادي فطيس وسكنتها القبائل البدوية قبل النكبة والتهجير ومن هذه القبائل الجراوين و الترابين والتياها والحناجرة ، وكانت أغلب أرضها تعود ملكيتها لقبيلة الجراوين ، وهذه المنطقة تقع الآن داخل الأرض المحتلة الفلسطينية والتي تحتلها إسرائيل.